# Studierendenwerk Freiburg

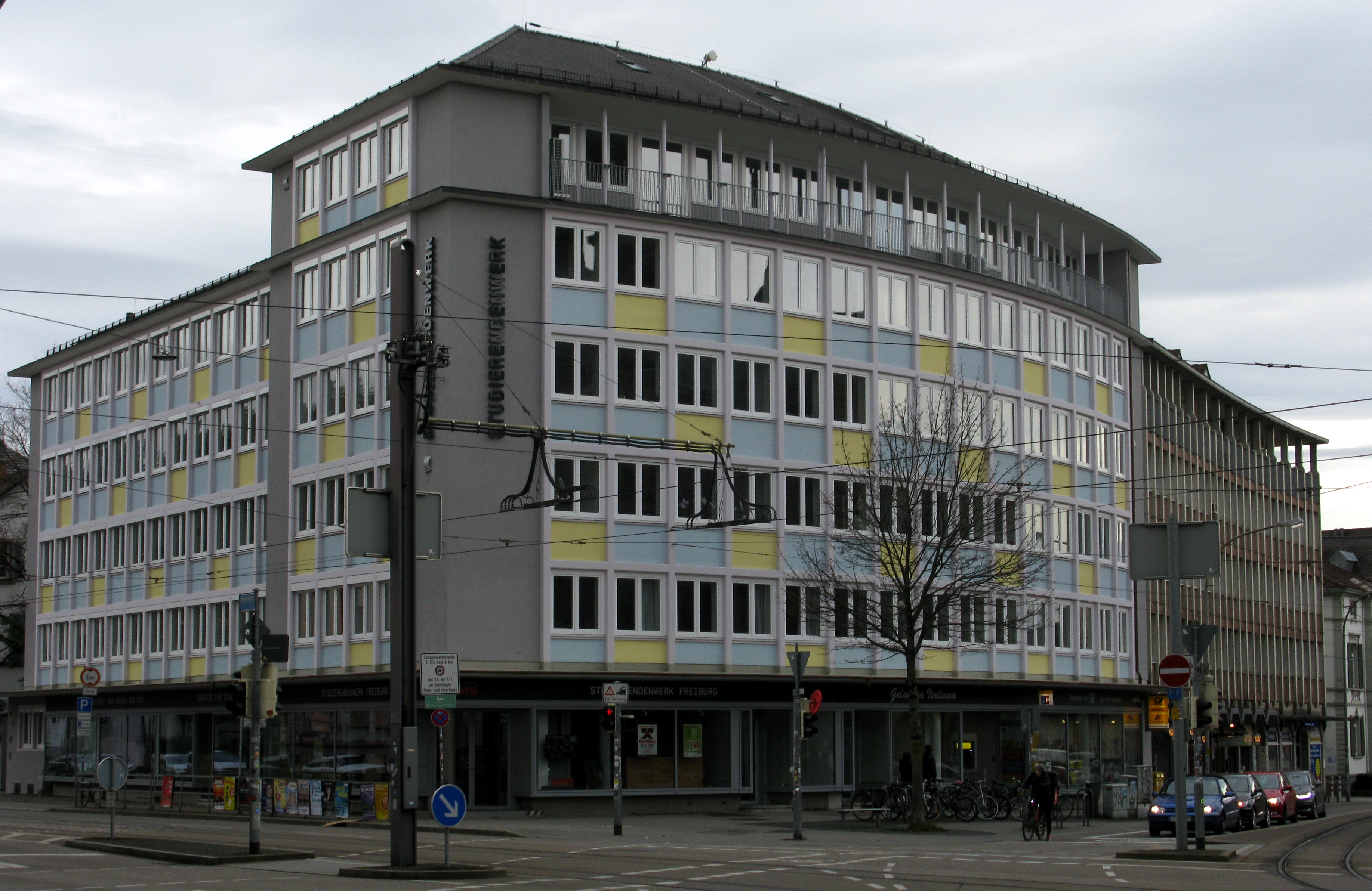
Studierendenwerk in Freiburg

Das Studierendenwerk Freiburg (SWFR) nimmt die gesetzliche Aufgabe der Betreuung und Förderung der rund 50.000 Studierenden in der Hochschulregion Freiburg, Offenburg, Gengenbach, Furtwangen, Villingen-Schwenningen, Lörrach und Kehl wahr. Es ist Mitglied im Deutschen Studierendenwerk e.V. (DSW) und derzeit das zweitgrößte Studierendenwerk in Baden-Württemberg.
Das Studierendenwerk ist eine Anstalt des öffentlichen Rechts mit ca. 400 Beschäftigten. Es bewirtschaftet derzeit 10 Mensen, 7 Cafeterien und das Restaurant Haus zur Lieben Hand. Es vermietet 18 Wohnheime und ist beim Vollzug des BAföG tätig.
Es betreibt ein Serviceportal, auf dem Studierenden bei der Vermittlung von Studierendenjobs, insbesondere auch von Babysittern und -sitterinnen, sowie der Vermittlung von privaten Wohnplätzen geholfen wird.

## Geschichte
Gegründet wurde das Freiburger Studierendenwerk 1921 als „Freiburger Studentenhilfe“ auf Anregung des damaligen Freiburger Universitätsrektors und Medizinprofessors Oskar de la Camp. Finanziert wurde der Verein, der aus verschiedenen Ämtern bestand, aus Spenden und Zuschüssen.
Das Werbeamt akquirierte Spenden aus mehr als 45 Ländern, und das Wirtschaftsamt sorgte für verbilligte Lebensmittel. Zu essen gab es in der „Mensa academica“, die sich im Keller des Kollegiengebäudes I befand, wo Ordensschwestern das Essen austeilten. Erst 1961 wurde die heutige Mensa I an der Rempartstraße gebaut.
Nach der Machtübernahme der Nationalsozialisten 1933 wurde das Deutsche Studentenwerk gleichgeschaltet und die lokalen Einrichtungen wie das Freiburger Studentenwerk aufgelöst. Das „Reichsstudentenwerk“ verfolgte Ausgrenzung, Diskriminierung und Verfolgung. Kooperationen mit kirchlichen Trägern waren nicht erwünscht, und die Nonnen wurden 1937 entlassen.
1946 bat die Universität in Anzeigen in der Badischen Zeitung die Bevölkerung um Eicheln, um damit die Hörsäle zu heizen. Ab 1945 gründeten sich die Studentenwerke in Westdeutschland neu, in Freiburg allerdings erst im Jahr 1954. In den 1970er-Jahren wurden aus den Vereinen wieder Anstalten des öffentlichen Rechts, mit jährlichen Millionenzuschüssen der Bundesländer.
Für den Bau eigener Wohnheime fehlte sowohl vor, als auch nach dem Krieg lange das Geld. In Freiburg errichtete das Studentenwerk 1959 mit dem Ulrich-Zasius-Haus sein erstes Wohnheim mit 140 Einzel- und 40 Doppelzimmern. Von 1962 bis 1965 entstand die Studentensiedlung am heutigen Seepark. 2021 hat das SWFR in Freiburg elf Wohnheime mit 4500 Betten für 13 bis 14 Prozent der Freiburger Studierenden. In den anderen südbadischen Städten sind es sieben Heime mit 900 Plätzen.
Seit 2014 trägt das Studierendenwerk seinen gendergerechten Namen.

## Betreute Hochschulen
Das Studierendenwerk betreut die Studierenden der folgenden zehn Hochschulen (Stand: 07/2024):
- Albert-Ludwigs-Universität Freiburg
- Pädagogische Hochschule Freiburg
- Hochschule für Musik Freiburg
- Evangelische Hochschule Freiburg
- Katholische Hochschule Freiburg
- Hochschule Offenburg
- Hochschule für öffentliche Verwaltung Kehl
- Hochschule Furtwangen
- DHBW Villingen-Schwenningen
- DHBW Lörrach

## Aufgaben
Die Aufgaben der Studierendenwerke in Baden-Württemberg sind in § 2 des Studierendenwerkgesetzes geregelt. Zur Aufgabenerfüllung können insbesondere folgende Bereiche, Einrichtungen und Maßnahmen dienen:
- Gastronomie
- Studentisches Wohnen
- Förderung kultureller, sportlicher und sozialer Interessen
- Kinderbetreuung
- Gesundheitsförderung und Beratung
- soziale Betreuung ausländischer Studierender
- Vermittlung finanzieller Studienhilfen.

## Organe
Das Studierendenwerk wird durch drei Organe vertreten:
- Der Geschäftsführer Clemens Metz führt die Geschäfte und ist Vorgesetzter der Arbeitnehmer und Arbeitnehmerinnen.
- Dem Verwaltungsrat gehören drei Vertreter der Leitungen von Hochschulen, drei Vertreter der Studierenden der Hochschulen, drei externe Sachverständige aus der Wirtschaft oder der Stadtverwaltung und ein Vertreter oder eine Vertreterin des Wissenschaftsministeriums. Der Verwaltungsrat bestellt, überwacht und berät den Geschäftsführer.
- Der Vertretungsversammlung gehören die Rektorats- oder Vorstandsmitglieder der Hochschulen an. Sie beschließt die Satzung des Studierendenwerks und wählt die Mitglieder des Verwaltungsrats.

## MensaCard
In den Einrichtungen des Studierendenwerks wird größtenteils bargeldlos mit einer Chipkarte bezahlt. Die sogenannte MensaCard wird an alle immatrikulierten Studierenden ausgegeben. Sie dient als Studierendenausweis und wird auch in den Einrichtungen der Hochschulen zur Zugangsberechtigung genutzt werden. Die Karte wird gegen eine Gebühr auch an Gäste ausgegeben.

## Wohnheime
Das Studierendenwerk betreut derzeit 18 Wohnheime in der Hochschulregion:
| Stadt                  | Name                                       | Plätze |
| Freiburg               | Studentenhäuser Campus Technische Fakultät | 550    |
| Freiburg               | Studentensiedlung am Seepark               | 2.875  |
| Freiburg               | Studierendenhäuser Stühlinger              | 326    |
| Freiburg               | Studierendenhäuser Händelstraße            | 443    |
| Freiburg               | Studentendorf Vauban                       | 607    |
| Freiburg               | Studierendendorf OIKOS                     | 65     |
| Freiburg               | Studierendendorf Bugginger Straße          | 112    |
| Freiburg               | Ulrich-Zasius-Haus                         | 176    |
| Freiburg               | Studierendenhaus Lehener-Straße            | 75     |
| Freiburg               | Studierendenhaus Kunzenweg                 | 105    |
| Freiburg               | Studierendenhaus Berliner Allee            | 159    |
| Freiburg               | Studierendenhaus Falkenbergerstraße        | 156    |
| Freiburg               | Gesamt                                     | 5.493  |
| Offenburg              | St.-Martin-Straße                          | 151    |
| Offenburg              | Goldgasse                                  | 37     |
| Offenburg              | Zähringerstraße                            | 59     |
| Offenburg              | Gesamt                                     | 247    |
| Kehl                   | Kinzigallee                                | 126    |
| Furtwangen             | (Albert-Schweitzer-Haus)                   |        |
| Furtwangen             | Großhausberg                               | 301    |
| Villingen-Schwenningen | Schramberger Straße                        | 146    |

Im Frühjahr 2023 wurde das Studierendenhaus Bugginger Straße neben der Evangelischen Hochschule in Weingarten eröffnet. In der Studentensiedlung am Seepark entstanden bis Oktober 2024 hauptsächlich durch Abriss von Bestandsgebäuden und höheren Neubauten 1080 zusätzliche Plätze.
Das Studierenhaus Falkenbergerstraße in Mooswald wurde 2017 vom Studierendenwerk von der Evangelischen Kirche übernommen. 2021 wurde das bestehende Gebäude um ein Stockwert erhöht und die bisherige Wohnung des Verwalters umgebaut, wodurch 46 neue Plätze geschaffen wurden. Bis 2025 soll auf dem Gelände ein weiteres Gebäude mit 138 Plätze entstehen. Der Neubau soll auf der bisher als Parkplatz genutzten Fläche entstehen sowie auf der Fläche der im Zuge der Aufstockung des Bestandsgebäudes abgerissenen Nebengebäude.
Mit der Bebauung des neuen Stadtteils Dietenbach soll ein weiteres Wohnheim entstehen.
Das Albert-Schweizer-Haus in Furtwangen wurde 2021 geräumt wegen der mangelnden Nachfrage, die während der Covid-19-Pandemie noch einmal gesunken war.

## Hochschulservice GmbH
Das Studierendenwerk ist alleiniger Gesellschafter des Tochterunternehmens Hochschulservice GmbH (HSG). Bei der HSG arbeiten rund 39 Festangestellte und rund 200 geringfügig Beschäftigte. Immer wieder kommt die Kritik auf, das Studierendenwerk betreibe Lohndumping. Grund dafür sei, dass bei der HSG vor allem Verpflegungspersonal angestellt ist, das nach dem Tarif der Gewerkschaft Nahrung-Genuss-Gaststätten bezahlt wird. Dieser Lohn sei niedriger als der Tarifvertrag für den öffentlichen Dienst der Länder, nach dem Mitarbeiter des Studierendenwerks bezahlt werden.